# Lunlagun
Lunlagun (stilizirano kot "Lun(LaGun") je tretji studijski album slovenske pop rock skupine Tabu, izdan oktobra 2004 pri založbi Menart Records.
Z albuma ni izšel noben singl, je pa skupina uporabila dele pesmi »Navdih od tu naprej« in »Od tu naprej navdih« in sestavila pesem »Nebo nad nama«, ki pa je izšla kot glasbeni singl z videospotom. Doslej je to edina izdana pesem skupine, ki ni na nobenem albumu.

## Seznam pesmi
| Št.             | Naslov                | Dolžina |
| --------------- | --------------------- | ------- |
| 1.              | „V soju luči‟         | 3:33    |
| 2.              | „Navdih od tu naprej‟ | 3:36    |
| 3.              | „Zgodba za jutri‟     | 4:59    |
| 4.              | „Kako je težavna‟     | 3:09    |
| 5.              | „Tiha‟                | 3:41    |
| 6.              | „Hiper‟               | 3:58    |
| 7.              | „Od tu naprej navdih‟ | 3:27    |
| 8.              | „Srečna s teboj‟      | 4:39    |
| 9.              | „Greh‟                | 3:41    |
| 10.             | „Trenutek‟            | 4:04    |
| 11.             | „Amelie‟              | 4:44    |
| 12.             | „Nemir‟               | 3:05    |
| Skupna dolžina: | Skupna dolžina:       | 46:38   |

## Zasedba
Tabu
- Nina Vodopivec — vokal, spremljevalni vokal
- Tomaž Trop — električna kitara, spremljevalni vokal
- Marjan Pader — akustična kitara, spremljevalni vokal
- Iztok Melanšek — bas kitara, spremljevalni vokal
- Primož Štorman — bobni, perkusija, spremljevalni vokal

Ostali
- Žarko Pak — produkcija
- Grant Austin — miksanje
- Giovanni Versari — mastering